# 匙叶千里光
匙叶千里光（学名：Senecio spathiphyllus）是菊科千里光属的植物，是中国的特有植物。分布在中国大陆的云南等地，生长于海拔1,500米至3,000米的地区，多生于潮湿草甸和草坡，目前尚未由人工引种栽培。